# Habenaria simillima
Habenaria simillima är en orkidéart som beskrevs av Heinrich Gustav Reichenbach. Habenaria simillima ingår i släktet Habenaria och familjen orkidéer.
Artens utbredningsområde är Bolivia. Inga underarter finns listade i Catalogue of Life.